# Ume Aoki
Ume Aoki (蒼樹 うめ?, Aoki Ume; Prefettura di Hyōgo, 3 agosto 1981) è una fumettista e illustratrice giapponese.
Romanizza ufficialmente il suo nome come aokiume. Realizza le illustrazioni dei suoi dōjinshi sotto il nome di apricot+, mentre utilizza il nome Apply Fujimiya (藤宮 アプリ?, Fujimiya Apuri) per la visual novel Sanarara.
Aoki ha doppiato il personaggio Metapod nell'adattamento anime di Hidamari Sketch, manga yonkoma da lei creato. Successivamente si è occupata del character design dei personaggi della serie televisiva anime Puella Magi Madoka Magica, prodotta dallo studio Shaft.

## Carriera
- Hidamari Sketch (2004 – in corso, pubblicato su Manga Time Kirara Carat) - Voce di "Ume-sensei" nell'adattamento anime[6]
- Sanarara (2005) - Character design
- Te tsunagi kō ni (てつなぎこおに?) (2006 – in corso, pubblicato su Dragon Age Pure)
- Puella Magi Madoka Magica (2011 – oggi) - Character design[7]
- Mado no mukō-gawa (マドの向こう側?) (2012 – in corso, pubblicato su Manga Time Kirara Carino)[8][9]
- Binetsu kūkan (微熱空間?) (2014 – in corso, pubblicato su Rakuen (Le Paradis))[10]
- Magia Record: Puella Magi Madoka Magica Side Story (2017 – in corso) - Character design